# Baubigny, Manche

Baubigny este o comună în departamentul Manche, Franța. În 1 ianuarie 2022 avea o populație de 134 de locuitori.